# 矮雙線䲁
矮雙線鳚（学名：Enneapterygius nanus），又名狗鰷、三鰭鳚，为條鰭魚綱鳚形目三鰭鳚科雙線鳚屬下的一个种，该物种于1960年由倫納德·彼得·舒爾茨描述，分布于西太平洋海域，北至台湾岛，南至新喀里多尼亚和马绍尔群岛，深度0至30公尺，本鱼体型小，吻尖，身体半透明，有不明顕的斜灰白而暗色的条纹，背鳍3个，背鳍硬棘14–16枚、背鳍软条9-10枚、臀鳍硬棘1枚、臀鳍软条16–19枚，体长可至3公分，栖息在水浅的礁石区，以小型无脊椎动物为食，雌鱼产附着性卵在藻类筑的巢，雄鱼会守护卵，幼鱼为浮游性，生活习性不明。
其种加词“nanus”意为“矮小的”。